# Zwaben (streek)

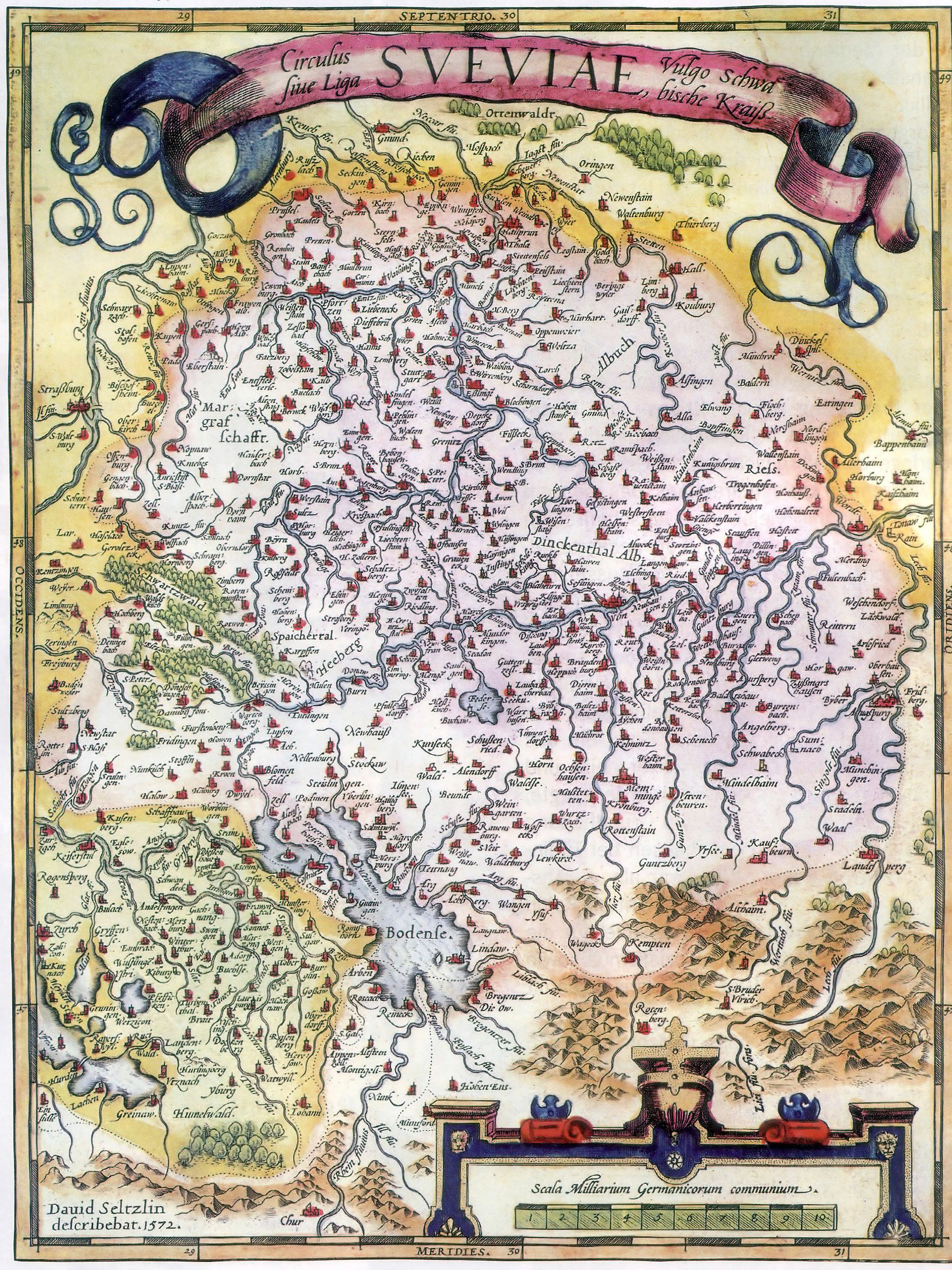
Historische kaart van Zwaben.

Zwaben (Duits: Schwaben) is een gebied in Zuid-Duitsland, dat in elk geval de oostelijke helft van Baden-Württemberg en een strook Beieren ten westen van de Lech omvat. 

## Naam
Het gebied heet naar de Sueven, een zuidelijke Germaanse stam. De inwoners van het gebied worden eveneens Zwaben genoemd. 
De naam wordt ook wel voor heel het zuidwestelijke Duitse taalgebied gebruikt, dus inclusief Baden, Zwitserland en de Elzas. Voor de Zwitsers zelf is Zwaben echter een spotterm voor Duitsers in het algemeen. Denk hierbij aan het sprookje De zeven Zwaben.

## Steden
Enkele grote steden in Zwaben zijn Stuttgart, Ulm, Heilbronn en Augsburg.

## Afkomstig uit Zwaben
- Franz Anton Mesmer (1734-1815), ontdekker van het dierlijk magnetisme
- Joschka Fischer (1948), politicus
- Claus Schenk von Stauffenberg (1907-1944), Duits officier, verzetsstrijder en pleger van de aanslag op Adolf Hitler in 1944.